# Борщівська вишивка
Борщівська вишивка («борщівська сорочка», «борщівська вишиванка», «борщівка») ― традиційний народний одяг, чоловічі та жіночі сорочки, що мають густий орнамент вишитий чорними нитками та закономірну композицію візерунків, побутує на території колишнього Борщівського та Заліщицького районів Тернопільської області. У 2020 році борщівську народну вишивку внесено до Національного переліку нематеріальної культурної спадщини.

## Історія
Чорний колір домінував переважно у північному регіоні у сорочках до 1930-х років. Існують різні легенди, що чорний колір у сорочках був жалобний, жінки так сумували за чоловіками, які загинули в нерівному бою з турецькою і татарською навалами. Інша версія, що чорний колір – данина землі, чорноземам, які годують людей, а чорна нитка була однією з найдоступніших, оскільки робилася з овець чорної породи.
Є легенда, що в кількох придністровських селах Борщівського краю під час татарської навали загинули всі чоловіки. Тоді дружини й дівчата прийняли присягу протягом семи поколінь носити траур і вишивати сорочки лише чорними нитками. Жінки, які народилися на початку 20 століття, – останні, які мали дотримуватися цієї присяги. 
Є й інша подільська легенда. Жінка відправила сина до війська. Сумувала й думала про дороги, якими він ходить і якими повернеться додому. Одного дня, коли вишивала собі сорочку, подумала: «А чого б мені не вишити її гірляндами, листочками та квітами, думаючи при цьому про синові дороги? Може тоді, коли я складатиму хрестик до хрестика, квіточку до листочка, мій син ходитиме легкими дорогами і його минатимуть всі труднощі». Тоді вона вишила кілька сорочок, а згодом син повернувся живий додому.

## Техніка
Основні ознаки борщівки – біле полотно, густота вишивки на рукавах і чорний колір. З конопель високої якості отримували довговічне полотно. Сорочки з кожного села Борщівського району відрізняються кольорами, узорами, густотою зашитих рукавів. Борщівські сорочки вишиті колодкою, гладдю, верхоплутом, різними ланцюжками й хрестиками, швами, набируванням, виколюванням, низинками. Візерунки розміщуються на рукавах за спеціальною триярусною системою вишивки: уставка (плічко), підуставка (морщинка, «підбирання»), рукав до зап’ястя. Вишивали переважно вовняними нитками – білими й чорними, залежно, яких овець тримали у господарстві, нитки фарбували природними барвниками.

## В культурі
На прапорі та гербі Борщівського району є елементи, що символізують борщівську вишивку.
З 2007 року у Борщеві проходить фольклорно-мистецький фестиваль «Борщівська вишиванка», де демонструють рукоділля усіх майстринь Борщівщини.
У Борщівському краєзнавчому музеї зберігається понад півтори тисячі жіночих, чоловічих, дитячих сорочок кінця ХІХ – першої половини ХХ століття, що включає найбільшу колекцію борщівських сорочок.